# Occupazione sovietica della Bessarabia e della Bucovina settentrionale
L'occupazione sovietica della Bessarabia e della Bucovina settentrionale avvenne tra il 28 giugno e il 4 luglio 1940, a seguito dell'ultimatum dato dall'Unione Sovietica alla Romania il 26 giugno 1940 che minacciava l'uso della forza.
La Bessarabia faceva parte del Regno di Romania dal tempo della guerra civile russa, la Bucovina dalla dissoluzione dell'Austria-Ungheria, mentre Herța era un distretto del vecchio regno di Romania. Le regioni, con una superficie totale di 50 762 chilometri quadri (19 599 mi²) ed una popolazione di 3 776 309 abitanti, vennero successivamente incorporate nell'Unione Sovietica. Il 26 ottobre 1940, anche sei isole rumene situate sul ramo di Chilia del Danubio, con un'area di 23,75 chilometri quadri (9,17 mi²), vennero occupate dall'esercito sovietico.
L'Unione Sovietica aveva pianificato di realizzare l'annessione con un'invasione su vasta scala ma il governo rumeno, rispondendo a un ultimatum sovietico consegnato il 26 giugno, accettò di ritirarsi dai territori pur di evitare un conflitto militare. L'uso della forza era stato reso illegale dalla Convenzione per la definizione di aggressione nel luglio 1933, ma da un punto di vista legale internazionale il nuovo status dei territori annessi si basava infine su un accordo formale attraverso il quale la Romania acconsentì alla retrocessione della Bessarabia e alla cessione della Bucovina settentrionale. Poiché non venne menzionata nell'ultimatum, l'annessione del distretto di Herța non venne acconsentita dalla Romania e lo stesso vale per la successiva occupazione sovietica delle isole del Danubio. Il 24 giugno la Germania nazista, che aveva riconosciuto l'interesse sovietico per la Bessarabia in un protocollo segreto del patto Molotov-Ribbentrop del 1939, venne informata prima del previsto ultimatum, ma non informò le autorità rumene, né era disposta a fornire supporto. Il 22 giugno, la Francia, garante dei confini rumeni, cadde sotto l'avanzata nazista. Ciò è considerato un fattore importante nella decisione dei sovietici di emettere l'ultimatum.
Il 2 agosto 1940 la Repubblica Socialista Sovietica Moldava venne proclamata repubblica costituente dell'Unione Sovietica, comprendendo la maggior parte della Bessarabia e parte della Repubblica Socialista Sovietica Autonoma Moldava, una repubblica autonoma della Repubblica Socialista Sovietica Ucraina situata sulla riva sinistra del Dnestr (ora stato separatista della Transnistria). Il Territorio di Herța e le regioni abitate dalle minoranze slave (Bucovina settentrionale, Bessarabia settentrionale e meridionale) vennero incluse nella RSS Ucraina. L'amministrazione sovietica venne caratterizzata da una serie di campagne di persecuzione politica, arresti, deportazioni nei campi di lavoro ed esecuzioni.
Nel luglio 1941 le truppe tedesco-rumene riconquistarono la Bessarabia, la Bucovina settentrionale ed Herța durante l'operazione Barbarossa. Venne istituita un'amministrazione militare e la popolazione ebraica della regione venne o giustiziata sul posto o deportata in Transnistria, dove vennero uccisi un gran numero di ebrei. Nell'agosto 1944, durante l'offensiva Iași-Chișinău, lo sforzo bellico dell'Asse sul fronte orientale crollò. Il colpo di Stato del 23 agosto 1944 fece sì che l'esercito rumeno cessasse di resistere all'avanzata sovietica e si unisse alla lotta contro la Germania. Le forze sovietiche avanzarono dalla Bessarabia in Romania, catturando gran parte del suo esercito permanente come prigionieri di guerra ed occupando il paese. Il 12 settembre 1944 la Romania firmò l'armistizio di Mosca con gli Alleati. L'armistizio, così come il successivo trattato di pace del 1947, confermarono il confine sovietico-rumeno com'era il 1º gennaio 1941.
La Bessarabia, la Bucovina settentrionale ed Herța rimasero parte dell'Unione Sovietica fino alla sua dissoluzione nel 1991, quando entrarono a far parte dei nuovi Stati indipendenti di Moldavia e Ucraina. La dichiarazione di indipendenza della Moldavia del 27 agosto 1991 dichiarò l'occupazione sovietica illegale.

## Antefatti
Come regione storica, la Bessarabia fu la parte orientale del Principato di Moldavia. Nel 1812, ai sensi del Trattato di Bucarest, la regione venne ceduta dall'Impero ottomano (di cui la Moldavia era stato uno stato vassallo) all'Impero russo.

### Le relazioni sovietico-rumene durante il periodo interbellico

Romania interbellica (1920–1940)

La questione bessarabiana era sia di natura politica che nazionale. Secondo il censimento del 1897, la Bessarabia, all'epoca gubernija dell'Impero russo, aveva una popolazione che era al 47,6% moldava, al 19,6% ucraina, all'8% russa, all'11,8% ebrea, al 5,3% bulgara, al 3,1% tedesca e al 2,9% gagauza. Queste cifre mostravano una forte riduzione della proporzione di moldavi/rumeni rispetto al censimento del 1817, condotto poco dopo l'annessione della Bessarabia nell'Impero russo nel 1812. Secondo i dati di questo censimento, i moldavi/rumeni rappresentavano l'86% della popolazione. La diminuzione osservata nel censimento del 1897 fu dovuta alla politica russa d'insediamento di altre nazionalità e di russificazione nel territorio della Bessarabia.
Durante la rivoluzione russa del 1917, in Bessarabia venne formato un Consiglio Nazionale per gestire la provincia. Il consiglio, noto localmente come Sfatul Țării, iniziò diverse riforme nazionali e sociali e il 2/15 dicembre 1917 dichiarò la Repubblica Democratica di Moldavia una repubblica autonoma all'interno della Repubblica Democratica Federativa Russa.
Venne formato anche il Rumcherod, un consiglio rivale fedele al Soviet di Pietrogrado, che alla fine di dicembre aveva acquisito il controllo della capitale, Chișinău, e si era proclamato l'unica autorità sulla Bessarabia. Con il consenso degli Alleati e, secondo la storiografia rumena, su richiesta dello Sfatul Țării, le truppe rumene entrarono in Bessarabia all'inizio di gennaio e, a febbraio, avevano respinto i sovietici sul Dnestr. Nonostante le successive dichiarazioni del primo ministro rumeno che l'occupazione militare fosse stata fatta con il consenso del governo bessarabiano, l'intervento venne accolto con protesta dalla gente del posto, in particolare da Ion Inculeț, presidente dello Sfatul Țării, e da Pantelimon Erhan, capo dell'esecutivo provvisorio moldavo. L'esecutivo autorizzò persino la milizia moldava mal organizzata a resistere all'avanzata rumena, anche se con scarso successo. Sulla scia dell'intervento, la Russia sovietica interruppe le relazioni diplomatiche con la Romania e confiscò il tesoro rumeno, all'epoca conservato a Mosca per essere custodito. Per calmare la situazione, i rappresentanti dell'Intesa a Iași garantirono che la presenza dell'esercito rumeno era solo una misura militare temporanea per la stabilizzazione del fronte, senza ulteriori effetti sulla vita politica della regione. Nel gennaio 1918, la Repubblica Popolare Ucraina dichiarò la sua indipendenza dalla Russia, cosa che lasciò la Bessarabia fisicamente isolata dal governo di Pietrogrado e portò alla dichiarazione di indipendenza della Repubblica moldava il 24 gennaio/5 febbraio. Alcuni storici ritengono che la dichiarazione sia stata fatta sotto pressione rumena. A seguito di numerose proteste sovietiche, il 20 febbraio/5 marzo il primo ministro rumeno, il generale Alexandru Averescu, firmò un trattato con il rappresentante sovietico a Odessa, Christian Rakovskij, che prevedeva che le truppe rumene fossero evacuate dalla Bessarabia nei successivi due mesi in cambio del rimpatrio dei prigionieri di guerra rumeni detenuti dal Rumcherod. Dopo che l'Armata Bianca costrinse i sovietici a ritirarsi da Odessa e l'impero tedesco accettò l'annessione rumena della Bessarabia in un accordo segreto (parte del trattato di pace di Buftea) il 5/18 marzo, la diplomazia rumena ripudiò il trattato, sostenendo che i sovietici non erano in grado di adempiere ai loro obblighi.
Il 27 marzo/9 aprile 1918, lo Sfatul Țării votò per l'Unione della Bessarabia con la Romania, subordinata al completamento di una riforma agraria (pur non avendo il quorum). Ci furono 86 voti a favore dell'unione, 3 voti contrari, 36 astenuti e 13 assenti. Il voto è considerato controverso da diversi storici, inclusi quelli rumeni come Cristina Petrescu e Sorin Alexandrescu. Secondo lo storico Charles King, con le truppe rumene già a Chișinău, gli aerei rumeni che volteggiavano sopra la sala riunioni e il primo ministro rumeno in attesa nell'atrio, molti deputati di minoranza scelsero semplicemente di non votare. Il 18 aprile Georgij Čicherin, il commissario sovietico per gli Affari Esteri, inviò una nota di protesta contro l'incorporazione della Bessarabia in Romania.
Nell'agosto 1916, l'Intesa e la neutrale Romania firmarono una convenzione segreta che stabiliva che la Romania si sarebbe unita alla guerra contro le Potenze centrali in cambio di diversi territori dell'Austria-Ungheria, tra cui la Bucovina. Durante la fine della prima guerra mondiale, nella provincia iniziarono ad emergere movimenti nazionali di rumeni ed ucraini; tuttavia, entrambi i movimenti avevano obiettivi contrastanti, ognuno dei quali cercava di unire la provincia al proprio stato nazionale. Così, il 25 ottobre 1918, un comitato nazionale ucraino, che aveva preso il sopravvento a Černivci, dichiarò la Bucovina settentrionale, popolata da una maggioranza ucraina, parte della Repubblica Popolare dell'Ucraina Occidentale. Il 27 ottobre, i rumeni seguirono l'esempio, proclamando l'intera regione unita alla Romania e facendo entrare truppe rumene. L'intervento rumeno stabilì rapidamente l'Assemblea rumena come forza dominante e il 28 novembre un Congresso di rumeni, tedeschi e polacchi votò per unirsi alla Romania. I rappresentanti delle popolazioni ucraina ed ebraica boicottarono il Congresso e la lotta tra fazioni etniche continuò per diversi mesi.
Durante la guerra civile russa, il 1º maggio 1919 i governi sovietici di Ucraina e Russia, spinti dai disordini in Bessarabia a causa dell'occupazione rumena, emisero un ultimatum congiunto alla Romania chiedendo la sua ritirata dalla Bessarabia e il giorno successivo Christian Rakovskij, il presidente del governo sovietico ucraino, emise un altro ultimatum chiedendo il ritiro delle truppe rumene anche dalla Bucovina. L'Armata Rossa respinse i rumeni sul Dnestr e venne proclamata la Repubblica Socialista Sovietica di Bessarabia. L'ultimatum arrivò anche nel contesto della Repubblica sovietica ungherese, con i sovietici che speravano d'impedire un intervento rumeno in Ungheria. Una massiccia ribellione in Ucraina impedì ulteriori progressi sovietici. La Russia sovietica avrebbe continuato la sua politica di non riconoscimento della sovranità rumena sulla Bessarabia, che considerava territorio occupato dalla Romania, fino agli eventi del 1940.
Durante i negoziati precedenti al Trattato di Parigi, il rappresentante degli Stati Uniti chiese che si tenesse un plebiscito in Bessarabia per decidere il suo futuro; tuttavia, la proposta venne respinta dal capo della delegazione rumena, Ion I. C. Brătianu, che affermò che tale impegno avrebbe consentito la distribuzione della propaganda bolscevica in Bessarabia e in Romania. Un plebiscito venne richiesto anche alla Conferenza di pace dai russi bianchi, per poi essere nuovamente respinto. I sovietici avrebbero continuato a fare pressioni per un plebiscito durante il decennio successivo, solo per essere respinti ogni volta dal governo rumeno.
La sovranità rumena sulla Bessarabia venne riconosciuta de jure da Regno Unito, Francia, Italia e Giappone nel Trattato della Bessarabia firmato il 28 ottobre 1920. La Russia sovietica e l'Ucraina notificarono prontamente alla Romania di non riconoscere la validità del trattato e di non considerarsi vincolate da esso. Alla fine, il Giappone non ratificò il trattato, che quindi non entrò mai in vigore, lasciando la Romania senza un atto internazionale valido per giustificare il suo possesso della Bessarabia. Gli Stati Uniti si rifiutarono di discutere i cambiamenti territoriali nell'ex impero russo senza la partecipazione di un governo russo. Pertanto, rifiutò di riconoscere l'incorporazione della Bessarabia nella Romania e, a differenza della sua posizione di riconoscimento dell'indipendenza degli Stati baltici, insistette sul fatto che la Bessarabia era un territorio sotto l'occupazione militare rumena e incorporò la quota di emigrazione della Bessarabia in quella russa nel 1923. Nel 1933, il governo degli Stati Uniti incluse tacitamente la quota di emigrazione della Bessarabia in quella della Romania, un atto che venne considerato un riconoscimento de facto dalla diplomazia rumena. Tuttavia, durante la seconda guerra mondiale, gli Stati Uniti sostennero di non aver mai riconosciuto l'unione della Bessarabia con la Romania.
Nel 1924, dopo il fallimento della rivolta dei tartari, il governo sovietico creò una Repubblica Socialista Sovietica Autonoma Moldava sulla riva sinistra del fiume Dnestr all'interno della RSS Ucraina. Il governo rumeno vide ciò come una minaccia e un possibile palcoscenico per un'invasione comunista della Romania. Durante gli anni '20, la Romania si considerò un pilastro del cordon sanitaire, la politica di contenimento della minaccia bolscevica, ed evitò le relazioni dirette con l'Unione Sovietica.
Il 27 agosto 1928, sia la Romania che l'Unione Sovietica firmarono e ratificarono il Patto Briand-Kellogg, rinunciando alla guerra come strumento di politica nazionale. Il 9 febbraio 1929, l'Unione Sovietica firmò un protocollo con i suoi vicini occidentali, Estonia, Lettonia, Polonia e Romania, confermando l'adesione ai termini del Patto. Nel firmare il Patto, le parti contraenti concordarono di condannare la guerra come mezzo per risolvere i conflitti, di rinunciarvi come strumento politico e di concordare che tutti i conflitti e le controversie sarebbero avvenuti solo con mezzi pacifici. A quel tempo, l'ambasciatore sovietico, Maksim Litvinov, chiarì che né il patto né il protocollo significavano la rinuncia ai diritti sovietici sui "territori occupati dai rumeni". Il 3 luglio 1933, la Romania e l'Unione Sovietica firmarono la Convenzione di Londra per la definizione di aggressione, il cui articolo II definiva diverse forme di aggressione: "Sarà riconosciuto come aggressore quello Stato che sarà il primo ad aver commesso una delle seguenti azioni: in primo luogo, una dichiarazione di guerra verso un altro Stato. In secondo luogo, l'invasione da parte delle forze armate del territorio di un altro Stato anche senza una dichiarazione di guerra. (...)" e "Nessuna considerazione politica, militare, economica o di altro tipo può servire come scusa o giustificazione per l'aggressione di cui all'articolo II."
Nel gennaio del 1932 a Riga, e nel settembre del 1932 a Ginevra, si tennero negoziati sovietico-rumeni come preludio ad un trattato di non aggressione e il 9 giugno 1934 vennero stabilite relazioni diplomatiche tra i due paesi. Il 21 luglio 1936, Litvinov e Nicolae Titulescu, i ministri degli Esteri sovietico e rumeno, concordarono una bozza di patto di mutua assistenza. Talvolta venne interpretato come un trattato di non aggressione, che avrebbe riconosciuto de facto l'esistente confine sovietico-rumeno. Il protocollo prevedeva che qualsiasi azione comune rumeno-sovietica dovesse essere approvata dalla Francia in anticipo. Nel negoziare con i sovietici per questo accordo, Titulescu venne fortemente criticato dall'estrema destra rumena. Il protocollo doveva essere firmato nel settembre 1936. Tuttavia, Titulescu venne dimesso nell'agosto 1936, portando la parte sovietica a dichiarare nullo l'accordo precedentemente raggiunto. Successivamente, non vennero fatti ulteriori tentativi per raggiungere un riavvicinamento politico tra la Romania e l'Unione Sovietica. Inoltre, nel 1937, Litvinov e la stampa sovietica rianimarono la rivendicazione dormiente sulla Bessarabia.

### Il patto Molotov-Ribbentrop e le sue conseguenze

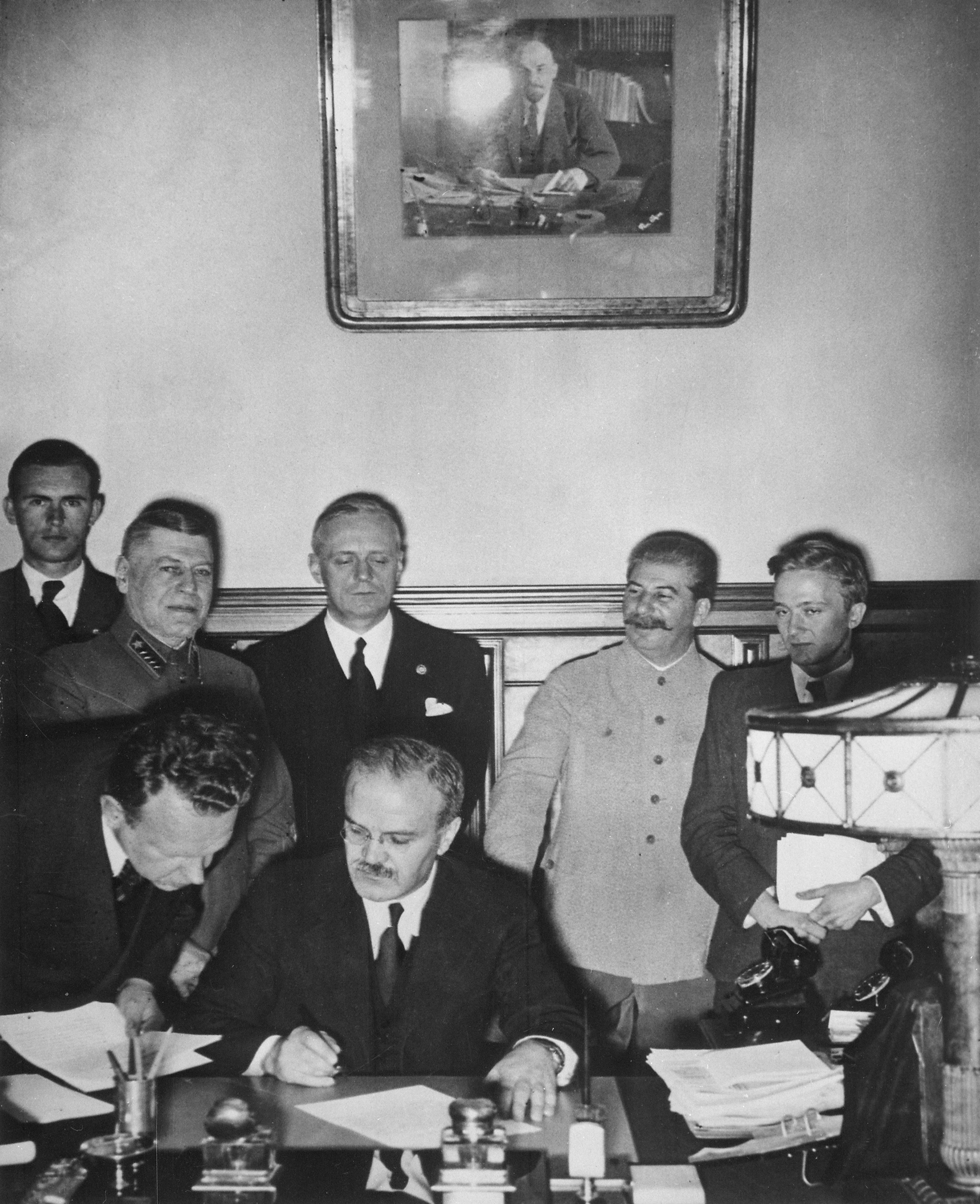
Il ministro degli Esteri sovietico Vjačeslav Molotov firma il Patto Molotov – Ribbentrop. Alle sue spalle si trovano (a sinistra) il ministro degli esteri tedesco Joachim von Ribbentrop e (a destra) il leader sovietico Iosif Stalin.

Il 23 agosto 1939, l'Unione Sovietica e la Germania nazista firmarono il Patto Molotov-Ribbentrop, un trattato di non aggressione che conteneva un protocollo segreto aggiuntivo con mappe, in cui veniva tracciata una linea di demarcazione attraverso l'Europa orientale, dividendola in zone d'influenza tedesca e sovietica. La Bessarabia era tra le regioni assegnate alla sfera d'influenza sovietica dal Patto. L'articolo III del suo protocollo aggiuntivo segreto stabiliva:
Per quanto riguarda l'Europa sud-orientale, la parte sovietica richiama l'attenzione sul suo interesse per la Bessarabia. La parte tedesca dichiara il suo completo disinteresse politico in queste aree.
Il 29 marzo 1940 Molotov dichiarò nella VI sessione del Soviet Supremo dell'URSS: "Non abbiamo un patto di non aggressione con la Romania. Ciò è dovuto alla presenza di una questione irrisolta, la questione della Bessarabia, la cui conquista l'Unione Sovietica non ha mai riconosciuto, sebbene non abbia mai sollevato la questione della restituzione con mezzi militari". Ciò venne visto come una minaccia alla Romania.

### Il contesto internazionale all'inizio della seconda guerra mondiale

Animazione del teatro europeo nella seconda guerra mondiale

Assicurata dal Patto Molotov – Ribbentrop della non-interferenza sovietica, la Germania iniziò la seconda guerra mondiale una settimana dopo invadendo la Polonia da ovest il 1º settembre 1939. L'Unione Sovietica attaccò la Polonia da est il 17 settembre e il 6 ottobre la Polonia era caduta. Il primo ministro rumeno Armand Călinescu, un forte sostenitore della Polonia nel suo conflitto con la Germania, venne assassinato il 21 settembre da elementi della Guardia di Ferro con il sostegno nazista. La Romania rimase formalmente neutrale nel conflitto, ma aiutò la Polonia fornendo accesso alle forniture militari alleate dal Mar Nero al confine polacco e anche un percorso per la ritirata del governo e dell'esercito polacchi dopo la sconfitta. Anche il governo polacco preferiva una Romania formalmente neutrale perché ciò garantiva la sicurezza dai bombardamenti tedeschi dei rifornimenti trasportati attraverso il territorio rumeno. (Vedi anche Testa di ponte rumena)
Il 2 giugno 1940, la Germania informò il governo rumeno che, per ricevere garanzie territoriali, la Romania avrebbe dovuto prendere in considerazione negoziati con l'Unione Sovietica.
Dal 14 al 17 giugno 1940, l'Unione Sovietica diede degli ultimatum a Lituania, Estonia e Lettonia e, quando questi ultimatum vennero soddisfatti, utilizzarono le basi così ottenute per occupare questi territori.
La resa della Francia il 22 giugno e la successiva ritirata britannica dall'Europa rese insignificanti le loro assicurazioni di assistenza alla Romania.

## Sviluppi politici e militari

### I preparativi sovietici
Con le direttive OV/583 e OV/584 del Commissariato del Popolo della Difesa sovietico, alle unità militari del distretto militare di Odessa venne ordinato di entrare in stato di prontezza al combattimento nella primavera del 1940. Le truppe sovietiche vennero concentrate lungo il confine rumeno tra il 15 aprile ed il 10 giugno 1940. Al fine di coordinare gli sforzi dei distretti militari di Kiev e di Odessa nella preparazione dell'azione contro la Romania, l'esercito sovietico creò il Fronte meridionale sotto il generale Georgij Žukov. Era composto dalla 5ª, dalla 9ª e dalla 12ª Armata. Il Fronte meridionale aveva 32 divisioni di fanteria, 2 divisioni di fanteria motorizzata, 6 divisioni di cavalleria, 11 brigate di carri armati, 3 brigate di paracadutisti, 30 reggimenti di artiglieria e unità ausiliarie più piccole.

Il 25 giugno, il Fronte meridionale sovietico ricevette una direttiva che diceva:
1. La truppa e la cricca capitalista borghese della Romania, preparando atti provocatori contro l'URSS, si sono concentrati sui confini delle grandi forze armate dell'URSS, hanno aumentato i posti di frontiera a 100 uomini, hanno aumentato il numero di commando inviati a guardia del confine ed è con tempo forzato che costruiscono strutture di difesa sul suo confine e sulla retroguardia vicina

2. Il comandante del Fronte meridionale incarichi le truppe del distretto meridionale di: a) sgomberare le mine, impadronirsi e tenere i ponti sui fiumi del confine; b) difendere fermamente i confini statali sul fronte della 12ª Armata, dove le truppe dell'Armata Rossa dei Lavoratori e dei Contadini agiranno; c) fornire guide all'Armata Rossa dei Lavoratori e dei Contadini; d) ripulire la retroguardia della 12ª Armata da possibili sacche di nemici nella fascia di confine vicino alla Romania.
Vennero elaborati due piani d'azione. Il primo piano venne preparato se la Romania non avesse accettato di evacuare la Bessarabia e la Bucovina. La 12ª Armata sovietica doveva colpire verso sud lungo il fiume Prut verso Iași, mentre la 9ª Armata sovietica doveva colpire verso ovest, a sud di Chișinău verso Huși. L'obiettivo del piano era circondare le truppe rumene nell'area di Bălți – Iași.
Il secondo piano prese in considerazione la possibilità che la Romania accettasse le richieste sovietiche ed evacuasse le sue forze militari. In una situazione del genere, alle truppe sovietiche venne affidata la missione di raggiungere rapidamente il fiume Prut e sorvegliare l'evacuazione delle truppe rumene. Il primo piano venne adottato come linea d'azione predefinita. Lungo le parti del confine in cui era prevista l'offensiva, i sovietici prepararono almeno una tripla superiorità di uomini e materiali.

### L'ultimatum sovietico
Il 26 giugno 1940, alle 22:00, il commissario del popolo sovietico Vyačeslav Molotov presentò una nota di ultimatum a Gheorghe Davidescu, ministro plenipotenziario rumeno, in cui l'Unione Sovietica chiedeva l'evacuazione dell'amministrazione militare e civile rumena dalla Bessarabia e la parte settentrionale della Bucovina. I sovietici sottolinearono il loro senso di urgenza: "Ora che la debolezza militare dell'URSS è un ricordo del passato e la situazione internazionale che si è creata richiede la rapida soluzione degli elementi ereditati dal passato, al fine di fissare le basi di una solida pace tra paesi (...) ". Il 24 giugno 1940 il ministro degli Affari Esteri tedesco, Joachim von Ribbentrop, venne informato dai sovietici delle loro intenzioni di inviare un ultimatum in Romania riguardo alla Bessarabia e alla Bucovina. Nel successivo coordinamento diplomatico, Ribbentrop espresse principalmente preoccupazione per il destino dell'etnia tedesca in entrambe le province, affermando che il numero di tedeschi in Bessarabia era di 100 000 e affermò che le richieste sovietiche riguardo alla Bucovina erano nuove. Sottolineò anche che la Germania aveva forti interessi economici nel resto della Romania.
Il testo della nota dell'ultimatum inviata in Romania il 26 giugno 1940, affermava erroneamente che la Bessarabia era popolata principalmente da ucraini: "[...] l'unione secolare della Bessarabia, popolata principalmente da ucraini, con la Repubblica Sovietica ucraina". Il governo sovietico chiese la parte settentrionale della Bucovina come una "piccola riparazione per l'enorme perdita inflitta all'Unione Sovietica e alla popolazione della Bessarabia da 22 anni di regno rumeno sulla Bessarabia", e perché il suo "[...] destino è legato principalmente all'Ucraina sovietica dalla comunità del suo destino storico e dalla comunità della lingua e della composizione etnica". La Bucovina settentrionale aveva alcuni legami storici con la Galizia, annessa dall'Unione Sovietica nel 1939 come parte della sua invasione della Polonia, nel senso che entrambe avevano fatto parte dell'Austria-Ungheria dalla seconda parte del XVIII secolo fino al 1918. La Bucovina settentrionale era abitata da una popolazione ucraina compatta, ma la Bessarabia era considerata a maggioranza rumena, anche se la maggior parte della popolazione avesse adottato un'identità "moldava".
La mattina del 27 giugno iniziò la mobilitazione delle truppe rumene. Nelle prime ore del 27 giugno, Carlo II ebbe un incontro con il suo primo ministro, Gheorghe Tătărescu, ed il suo ministro degli Affari Esteri, Ion Gigurtu, dopo di che convocò gli ambasciatori di Italia e Germania. Carlo comunicò il suo desiderio di opporsi all'Unione Sovietica e chiese che i loro paesi influenzassero l'Ungheria e la Bulgaria nella speranza di non dichiarare guerra alla Romania per reclamare la Transilvania e la Dobrugia meridionale. Affermando che sarebbe stato "in nome della pace" aderire alle richieste sovietiche, gli ambasciatori esortarono il re a ritirarsi.
Il 27 giugno Molotov dichiarò che nel caso in cui la parte rumena avesse respinto le richieste sovietiche, le truppe sovietiche avrebbero attraversato il confine. Molotov diede al governo rumeno 24 ore per rispondere all'ultimatum.
Lo stesso giorno, il governo rumeno rispose suggerendo che avrebbe accettato "negoziati immediati su un'ampia serie di questioni". I sovietici consideravano la risposta del governo rumeno "imprecisa" perché non accettava direttamente il trasferimento immediato della Bessarabia e della Bucovina settentrionale. Il 27 giugno, un secondo ultimatum sovietico propose un termine specifico che richiedeva l'evacuazione del governo rumeno dalla Bessarabia e dalla Bucovina settentrionale entro quattro giorni. Dichiarò l'intenzione delle forze armate sovietiche di entrare nelle città della Bessarabia di Chișinău e Bilhorod-Dnistrovs'kyj (Cetatea Albă) e nella città 
di Černivci (Cernǎuți) in Bucovina.
La mattina del 28 giugno 1940, su consiglio sia della Germania che dell'Italia, il governo rumeno, guidato da Gheorghe Tătărescu, sotto il governo semiautoritario del re Carlo II, accettò di sottomettersi alle richieste sovietiche. Le forze sovietiche occuparono anche la regione di Herța, parte del vecchio regno rumeno, che non si trovava né in Bessarabia né in Bucovina. I sovietici dissero che era "probabilmente un errore militare". Inoltre, la linea di confine finale tagliava circa 1,7 km² da Maramureș, poiché la linea di confine che si estendeva a ovest correva a sud del vecchio confine storico tra Maramureș, la Bucovina e la Galizia, che si estendeva a nord fino al fiume Muncel e al confine N542 (come visto sulle mappe cartografiche militari sovietiche della guerra fredda), un affluente del fiume Pârcālab, che sfocia nel fiume Ceremuș.
La decisione di accettare l'ultimatum sovietico e di iniziare una "ritirata" (evitando l'uso della parola cedere) dalla Bessarabia e dalla Bucovina settentrionale venne deliberata dal Consiglio della Corona rumeno nella notte tra il 27 e il 28 giugno 1940. Il secondo risultato (decisivo) del voto, secondo il diario di re Carlo II, fu:
- Rifiutare l'ultimatum: Ștefan Ciobanu, Silviu Dragomir, Victor Iamandi, Nicolae Iorga, Traian Pop, Ernest Urdăreanu
- Accettare l'ultimatum: Petre Andrei, Constantin Angelescu, Constantin Argetoianu, Ernest Ballif, Aurelian Bentoiu, Mircea Cancicov, Ioan Christu, Mitiță Constantinescu, Mihail Ghelmegeanu, Ion Gigurtu, Constantin C. Giurescu, Nicolae Hortolomei, Ioan Ilcuș (ministro della Difesa), Ion Macovei, Gheorghe Mironescu, Radu Portocală, Mihai Ralea, Victor Slăvescu, Gheorghe Tătărescu (primo ministro), Florea Țenescu (capo di stato maggiore dell'esercito)
- Astenuti: Victor Antonescu.

Nella stessa notte, Carlo II convinse anche Alexandru Vaida-Voevod a prestare giuramento come ministro. Vaida, insieme a tutto quanto sopra, firmò la raccomandazione finale del Consiglio della Corona in cui Carlo II ordinò all'esercito di ritirarsi.

### La ritirata rumena

La divisione della Bucovina dopo il 28 giugno 1940. Anche la regione etichettata come Herța (Hertsa) e la terra in bianco appena a destra della Bucovina settentrionale tra i fiumi Nistru (Dnestr) e Prut (Prut) vennero conquistate dall'Unione Sovietica.

Il 28 giugno, alle 9:00, il Comunicato n. 25 dello stato maggiore dell'esercito rumeno annunciava ufficialmente i termini dell'ultimatum alla popolazione, la sua accettazione da parte del governo rumeno e l'intenzione di evacuare l'esercito e l'amministrazione sul fiume Prut. Alle 14:00, tre città chiave - Chișinău, Černivci (Cernăuți) e Bilhorod-Dnistrovs'kyj (Cetatea Albă) - dovevano essere cedute ai sovietici. Le installazioni militari e le casematte, costruite durante un periodo di 20 anni in caso di un attacco sovietico, vennero abbandonate senza combattere, mentre l'esercito rumeno veniva posto dal suo comando sotto severo ordine di non rispondere alle provocazioni.

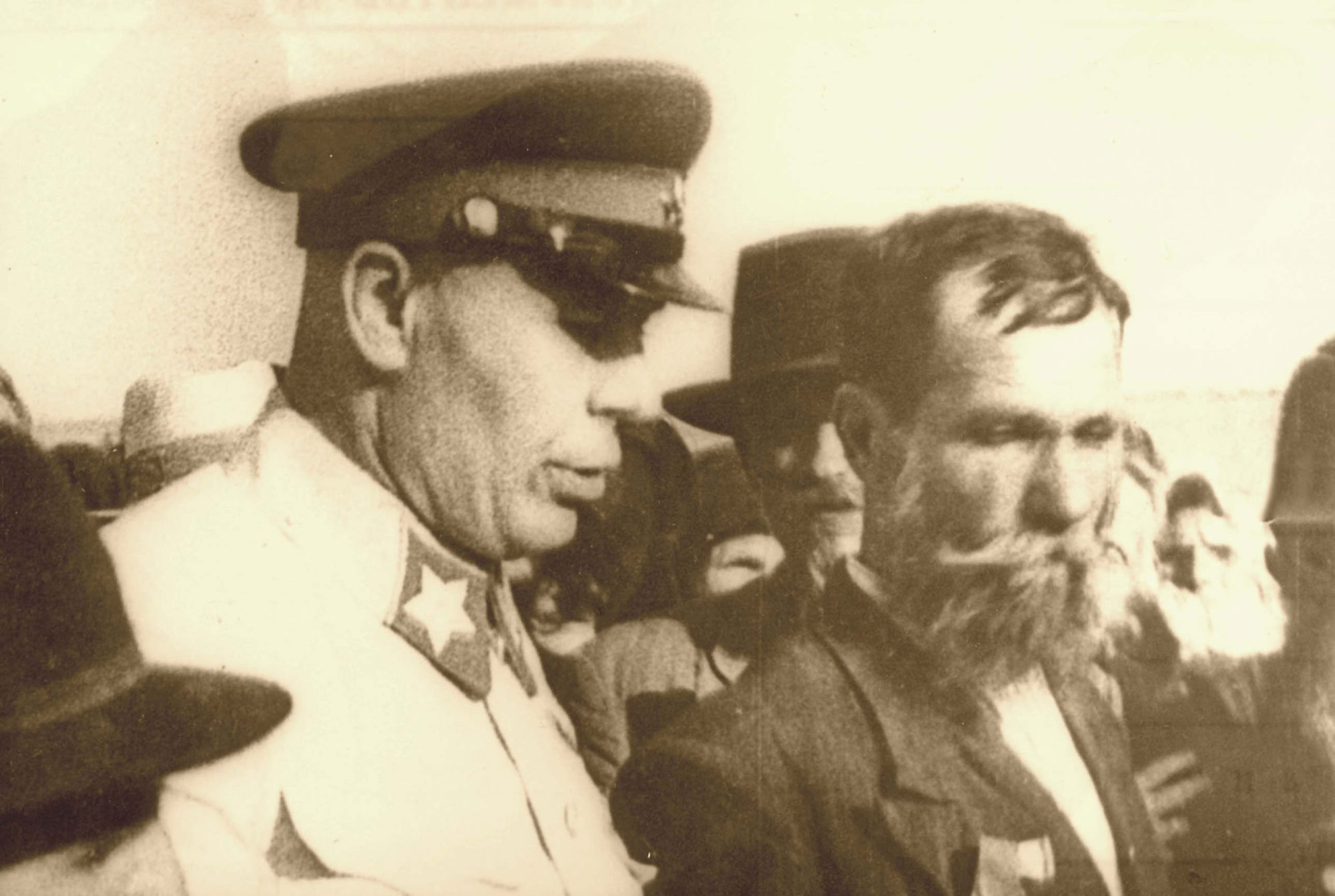
Il maresciallo sovietico Semën Timošenko in Bessarabia

In una dichiarazione alla popolazione locale, il comando sovietico dichiarò: "È arrivata la grande ora della vostra liberazione dal giogo dei boiardi, dei proprietari terrieri, dei capitalisti e della Siguranța rumeni.
Parte della popolazione lasciò le regioni insieme all'amministrazione rumena. Secondo il censimento rumeno dell'aprile 1941, il numero totale di rifugiati dai territori evacuati ammontava a 68 953 persone, ma poiché l'ultimatum arrivò inaspettatamente, molte persone non ebbero il tempo di evacuare e in seguito vennero registrate oltre 70 000 richieste di rimpatrio in Romania. D'altra parte, all'inizio di agosto 1940, tra 112 000 e 149 974 persone avevano lasciato gli altri territori della Romania per la Bessarabia governata dai sovietici. Questa cifra comprendeva i rumeni della regione, ma includeva anche gli ebrei, sia della Bessarabia che del Vecchio Regno, che volevano sfuggire all'antisemitismo ufficialmente approvato in Romania.

### L'incorporazione dei territori annessi nell'Unione Sovietica

La Romania nel 1940, con la Bessarabia e la Bucovina settentrionale evidenziate in rosso-arancio

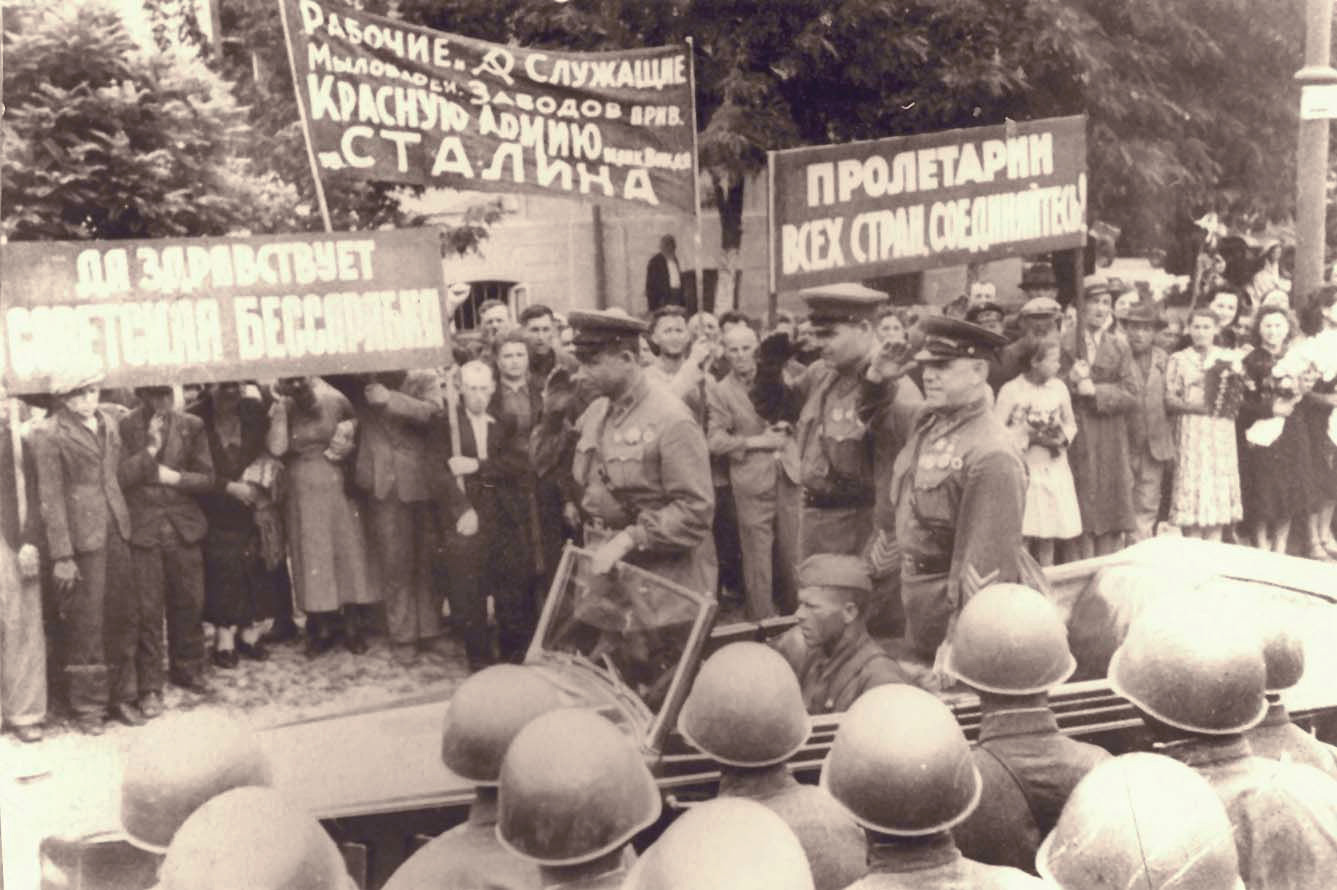
Parata militare sovietica a Chișinău il 4 luglio 1940.

Quando la Romania accettò di soddisfare le richieste territoriali sovietiche, il secondo piano venne immediatamente messo in atto, con l'Armata Rossa che si trasferì immediatamente in Bessarabia e nella Bucovina settentrionale la mattina del 28 giugno. Entro il 30 giugno, l'Armata Rossa aveva raggiunto il confine lungo il fiume Prut. Il 3 luglio, il confine venne completamente chiuso dalla parte sovietica.Un mese dopo l'occupazione militare, il 2 agosto 1940, nella parte principale del territorio annesso venne istituita la Repubblica Socialista Sovietica Moldava, mentre porzioni minori vennero assegnate alla RSS Ucraina. Sei contee della Bessarabia e piccole porzioni delle altre tre contee, insieme a parti della RSSA Moldava (precedentemente parte della RSS Ucraina), che venne sciolta in quell'occasione, formarono la RSS Moldava, che divenne una delle 15 repubbliche federali dell'URSS. La commissione governativa sovietica guidata da Nikita Chruščëv, l'allora capo del Partito Comunista della RSS Ucraina, assegnò la Bucovina settentrionale, la regione di Herța e gran parte delle contee di Hotin, Ismail e Cetatea Albă alla RSS Ucraina.
Nel periodo 1940-1941, la persecuzione politica di alcune categorie di abitanti del luogo prese la forma di arresti, esecuzioni e deportazioni verso le parti orientali dell'Unione Sovietica. Secondo Alexandru Usatiuc-Bulgăr, 32 433 persone ricevettero una sentenza motivata politicamente, di cui 8 360 vennero condannati a morte o morirono durante gli interrogatori.

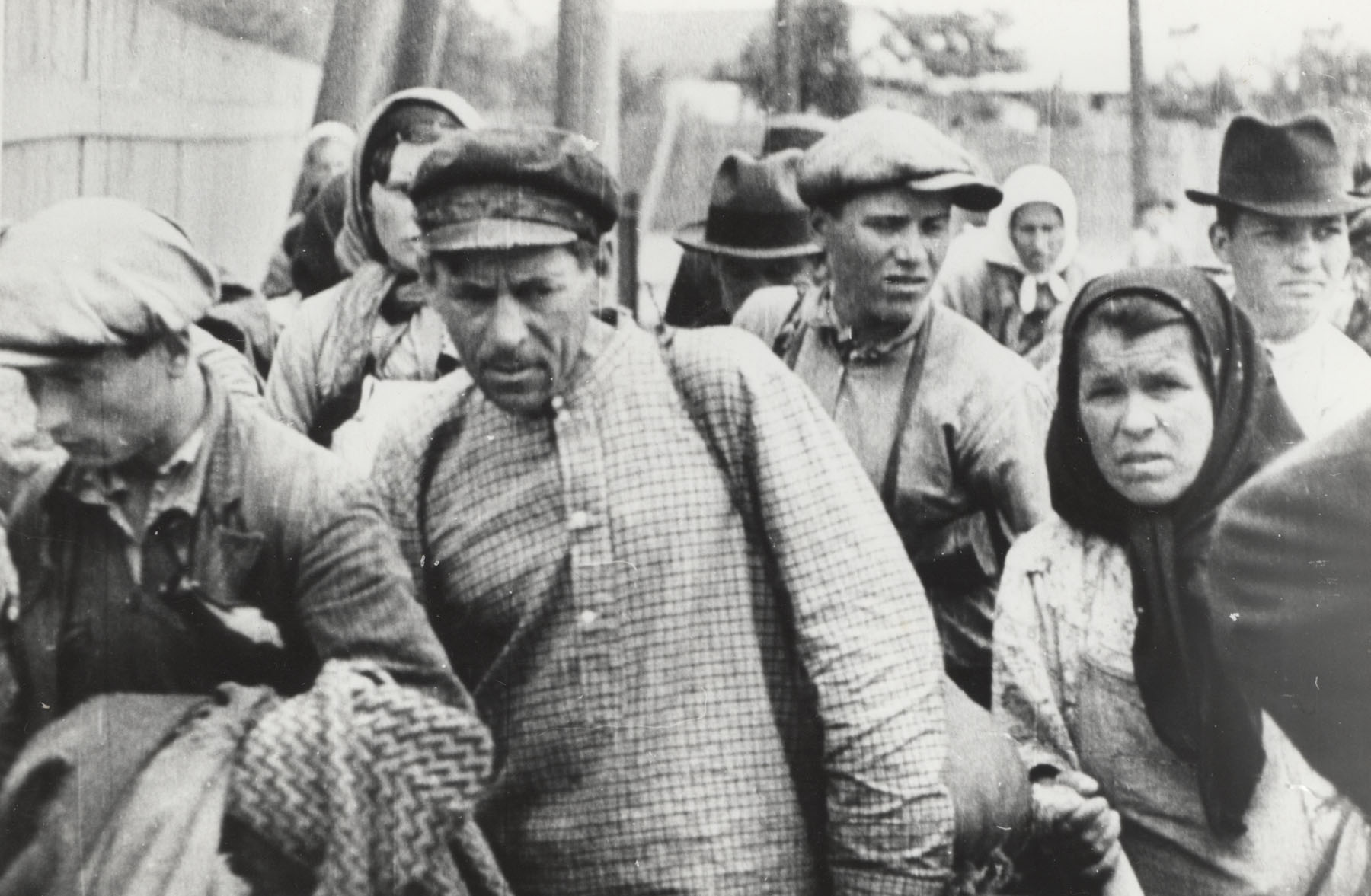
Rifugiati dopo l'occupazione

Gravi incidenti si verificarono nella Bucovina settentrionale, dove i tentativi della gente del posto di forzare il confine verso la Romania portarono le guardie di frontiera sovietiche ad aprire il fuoco contro civili disarmati. In un caso, a Fântâna Albă, ciò provocò un massacro, quando vennero uccisi tra i 200 e i 3000 rumeni. La situazione era la stessa dall'altra parte del confine: circa 300 (o tra 80 e 400, secondo altre fonti) civili, la maggior parte ebrei, in attesa di partire per la Bessarabia controllata dai sovietici, vennero fucilati dall'esercito rumeno nella stazione ferroviaria di Galați il 30 giugno 1940.
L'installazione dell'amministrazione sovietica venne accompagnata anche da grandi cambiamenti nel settore economico, poiché vennero nazionalizzate le medie e grandi imprese commerciali e industriali. Il governo sovietico istituì anche una riforma agraria, che ridstribuì 229 752 ettari a 184 715 famiglie povere di contadini e limitò la dimensione della proprietà a 20 ettari nel sud e a 10 ettari altrove. Nel 1941 venne avviata anche una campagna di collettivizzazione, ma la mancanza di macchine agricole rese i progressi estremamente lenti, con il 3,7% delle famiglie contadine inclusa nei kolchoz e nei sovchoz a metà dell'anno. Per rafforzare l'immagine del governo, gran parte del bilancio del 1941 venne destinato a bisogni sociali e culturali, con il 20% destinato ai servizi sanitari e il 24% a campagne d'istruzione ed alfabetizzazione. Mentre l'istituto teologico di Chişinău venne chiuso, vennero creati sei nuovi istituti d'istruzione superiore, tra cui un conservatorio e un politecnico. Inoltre, i salari degli operai industriali e del personale amministrativo vennero aumentati da due a tre volte rispetto ai livelli pre-sovietici.
Nel settembre 1941, le autorità rumene scoprirono prove di torture perpetrate nella sede del NKVD e nel seminterrato del Palazzo Metropolitano a Chișinău. Vennero scoperti circa 80 corpi, di cui 15 in una fossa comune, con mani e piedi legati. I corpi erano stati mutilati e bruciati, poi cosparsi di calce viva e acidi; dai resti degli abiti si è dedotto che le vittime fossero sacerdoti e studenti.

## Conseguenze

### Le reazioni internazionali
Di tutti gli alleati regionali con i quali la Romania aveva trattati con clausole militari, solo la Turchia rispose che avrebbe rispettato i suoi obblighi contrattuali, fornendo sostegno in caso di aggressione militare sovietica.
Secondo il Time di lunedì 1º luglio 1940,
(Time, lunedì 1° luglio 1940)

### Gli sviluppi politici in Romania

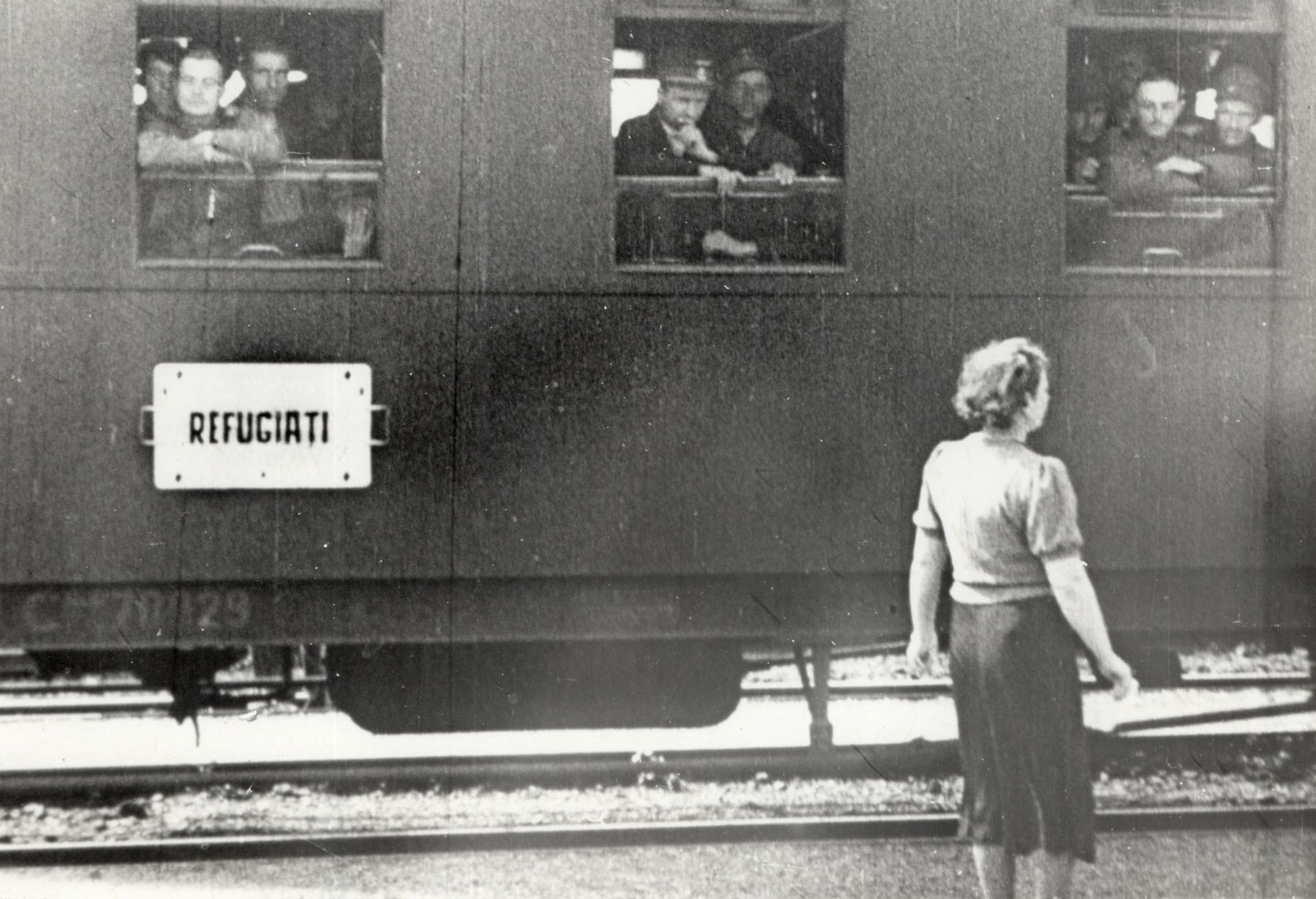
Un treno di rifugiati

Le concessioni territoriali del 1940 produssero profondo dolore e risentimento tra i rumeni e accelerarono il declino della popolarità del regime guidato dal re Carlo II di Romania. Tre giorni dopo l'annessione, la Romania rinunciò alla garanzia anglo-francese del 1939. Un nuovo governo di Ion Gigurtu prestò giuramento il 5 luglio 1940, che ritirò il paese dalla Società delle Nazioni l'11 luglio e annunciò il desiderio di unirsi al campo dell'Asse il 13 luglio. Una serie di misure prese da Gigurtu, tra cui la persecuzione ufficiale degli ebrei ispirata dalle leggi tedesche di Norimberga nel luglio e nell'agosto 1940, non riuscì a dissuadere la Germania dall'assegnare la Transilvania settentrionale all'Ungheria nel secondo arbitrato di Vienna il 30 agosto 1940.

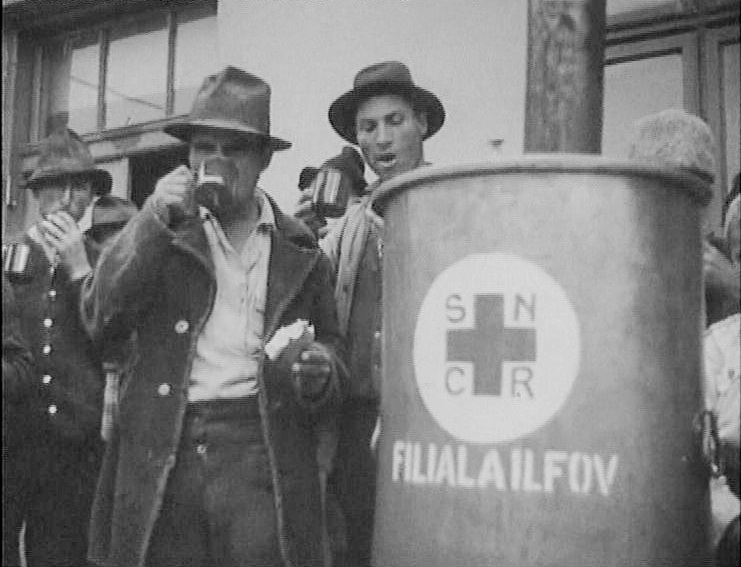
La Croce Rossa che aiuta i rifugiati in Romania in un cinegiornale del governo

Ciò portò quasi ad una rivolta nel paese. Il 5 settembre, il re Carlo II propose al generale (poi maresciallo) Ion Antonescu di formare un nuovo governo. Il primo atto di Antonescu fu quello di costringere il re ad abdicare, per la quarta ed ultima volta, e a fuggire dalla Romania. Ion Antonescu formò un'alleanza con i resti della Guardia di ferro (parzialmente distrutta nel 1938), un partito fascista antisemita, e prese il potere il 6 settembre 1940. Michele, figlio di Carlo II, gli succedette come re di Romania. Il paese venne proclamato Stato Nazionale Legionario. Tra ottobre 1940 e giugno 1941, circa 550 000 soldati tedeschi entrarono in Romania. A novembre, Antonescu firmò il Patto tripartito (Asse), che legava militarmente la Romania alla Germania, all'Italia e al Giappone. Nel gennaio 1941, la Guardia di Ferro tentò un colpo di stato, che fallì e pose saldamente Antonescu al potere, con l'approvazione di Hitler. Il regime autoritario di Antonescu (1940-1944) non ripristinò i partiti politici e la democrazia; cooptò solo diversi singoli civili nel governo.
Nel complesso, il desiderio di riconquistare i territori perduti è stato invocato come giustificazione dalla Romania per il suo ingresso nella seconda guerra mondiale dalla parte dell'Asse contro l'Unione Sovietica.

### La riconquista rumena della Bessarabia e l'amministrazione bellica

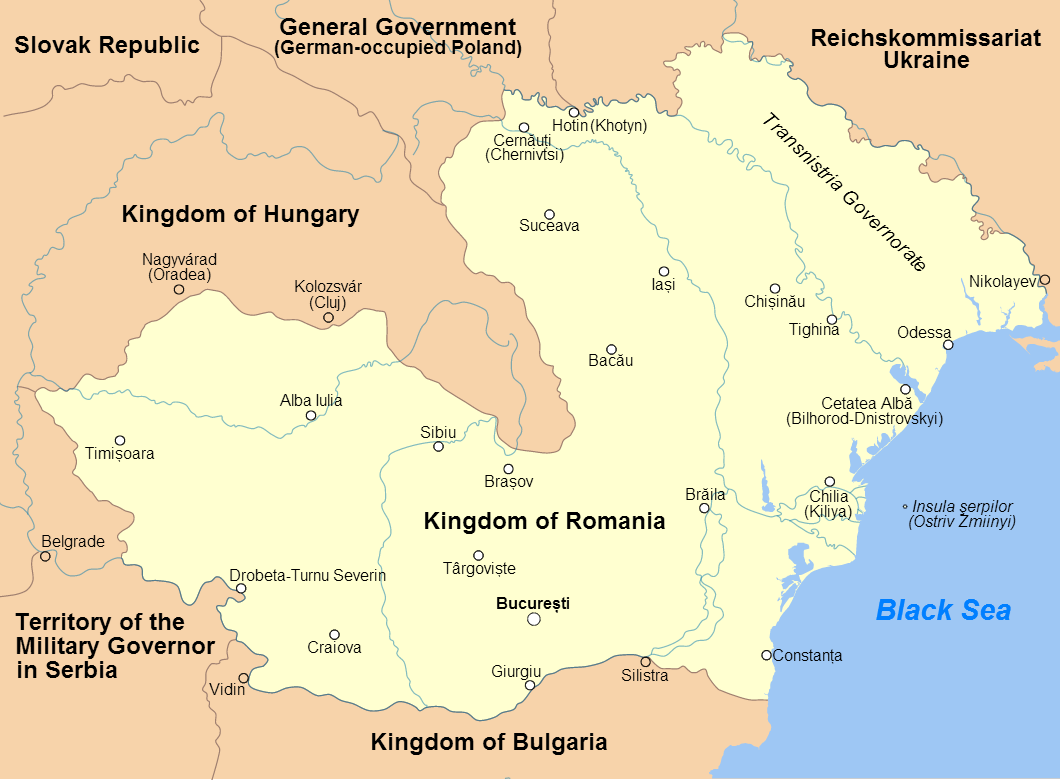
La Romania dopo la riconquista della Bessarabia e l'occupazione della Transnistria

Il 22 giugno 1941, la Romania partecipò a fianco dell'Ungheria e dell'Italia dalla parte delle Potenze dell'Asse nell'operazione Barbarossa, al fine di recuperare la Bessarabia e la Bucovina. Le armate dell'Asse raggiunsero quest'obiettivo il 26 luglio 1941.
Il re Michele di Romania, sua madre Elena e Mihai Antonescu si unirono alla cerimonia di apertura della monumentale Torre della Liberazione a Ghidighici, il 1º novembre 1942.
Il 27 luglio 1941, nonostante l'opposizione di tutti i partiti politici, Il dittatore militare rumeno Ion Antonescu ordinò all'esercito rumeno di continuare la guerra verso est nel territorio sovietico per combattere a Odessa, in Crimea, a Charkiv, a Stalingrado e nel Caucaso. Tra la fine del 1941 e l'inizio del 1944, la Romania occupò e amministrò la regione tra i fiumi Dnestr e Bug meridionale, nota come Transnistria, e inviò truppe di spedizione in diverse aree per sostenere l'avanzata tedesca nell'Unione Sovietica.

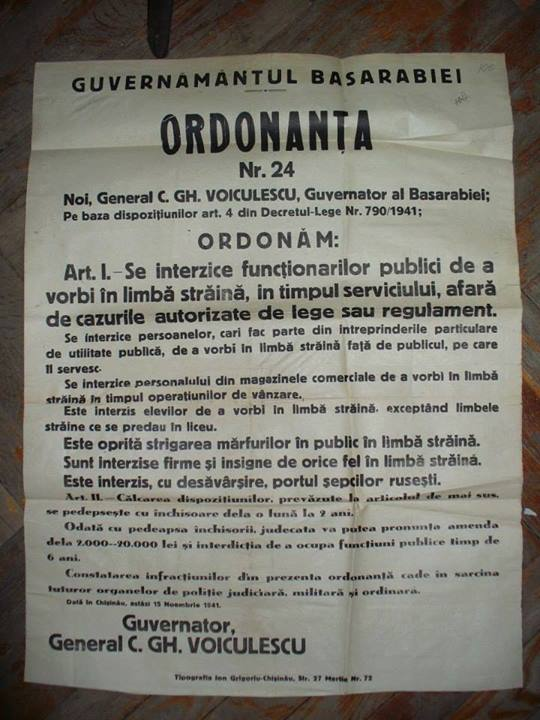
Ordinanza militare che vieta l'uso delle lingue straniere e l'uso di "cappelli russi" in Bessarabia, 15 novembre 1941

Sullo sfondo del crescente antisemitismo in Romania alla fine degli anni '30, il governo di Ion Antonescu adottò ufficialmente il mito del bolscevismo ebraico, rendendo gli ebrei responsabili delle perdite territoriali subite dalla Romania durante l'estate del 1940. Di conseguenza, il governo, in accordo con la Germania, intraprese una campagna per "ripulire" i territori riconquistati deportando e/o uccidendo gli ebrei di Bucovina e di Bessarabia che non fuggirono all'interno dell'Unione Sovietica prima che la Romania riconquistasse il territorio nel luglio 1941. Solo nel 1941, vennero uccisi in Bessarabia e in Bucovina dagli eserciti rumeno e tedesco tra 45 000 e 60 000 ebrei. Gli ebrei sopravvissuti vennero rapidamente raccolti in ghetti temporanei e dai 154 449 ai 170 737 ebrei vennero poi deportati in Transnistria; solo 49 927 di loro erano ancora vivi entro il 16 settembre 1943. Solo 19 475 ebrei della Bucovina e della contea di Dorohoi sopravvissero in questi territori durante il periodo 1941-1944 senza essere deportati, la maggior parte a Černivci. Anche le unità della Gendarmeria romena parteciparono, insieme alle truppe tedesche e alle milizie locali, alla distruzione della comunità ebraica in Transnistria, uccidendo tra 115 000 e 180 000 ebrei locali. (Vedi Storia degli ebrei in Moldavia#L'olocausto).

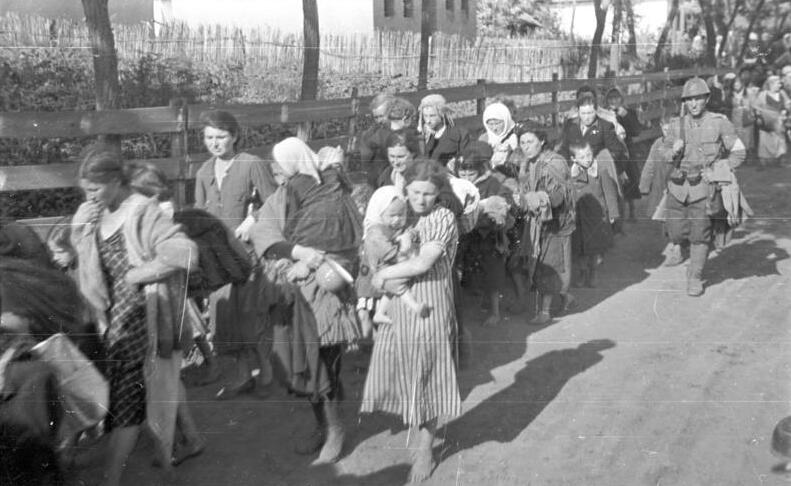
Gli ebrei vengono deportati nei campi di concentramento dall'esercito rumeno

Tra il 1941 e il 1944, molti giovani abitanti maschi della Bessarabia e della Bucovina settentrionale vennero reclutati nell'esercito rumeno. Da febbraio ad agosto 1944, nella regione si verificarono ostilità, poiché la Romania tentò d'impedire che il territorio venisse invaso dall'Unione Sovietica. Complessivamente, durante la seconda guerra mondiale, l'esercito rumeno perse 475 070 uomini sul fronte orientale, di cui 245 388 vennero uccisi in azione, scomparvero o morirono negli ospedali o in circostanze non belliche e 229 682 (secondo i documenti archivistici sovietici) vennero fatti prigionieri di guerra dall'Armata Rossa. Di questi, 187 367 vennero contati come prigionieri di guerra rumeni nei campi del NKVD (il 22 aprile 1956, 54 612 vennero contati come morti in prigionia e 132 755 come appena rilasciati), 27 800 vennero conteggiati come rumeni rilasciati dai fronti dell'esercito sovietico, mentre 14 515 come moldavi rilasciati dai fronti dell'esercito sovietico.

### La restaurazione dell'amministrazione sovietica

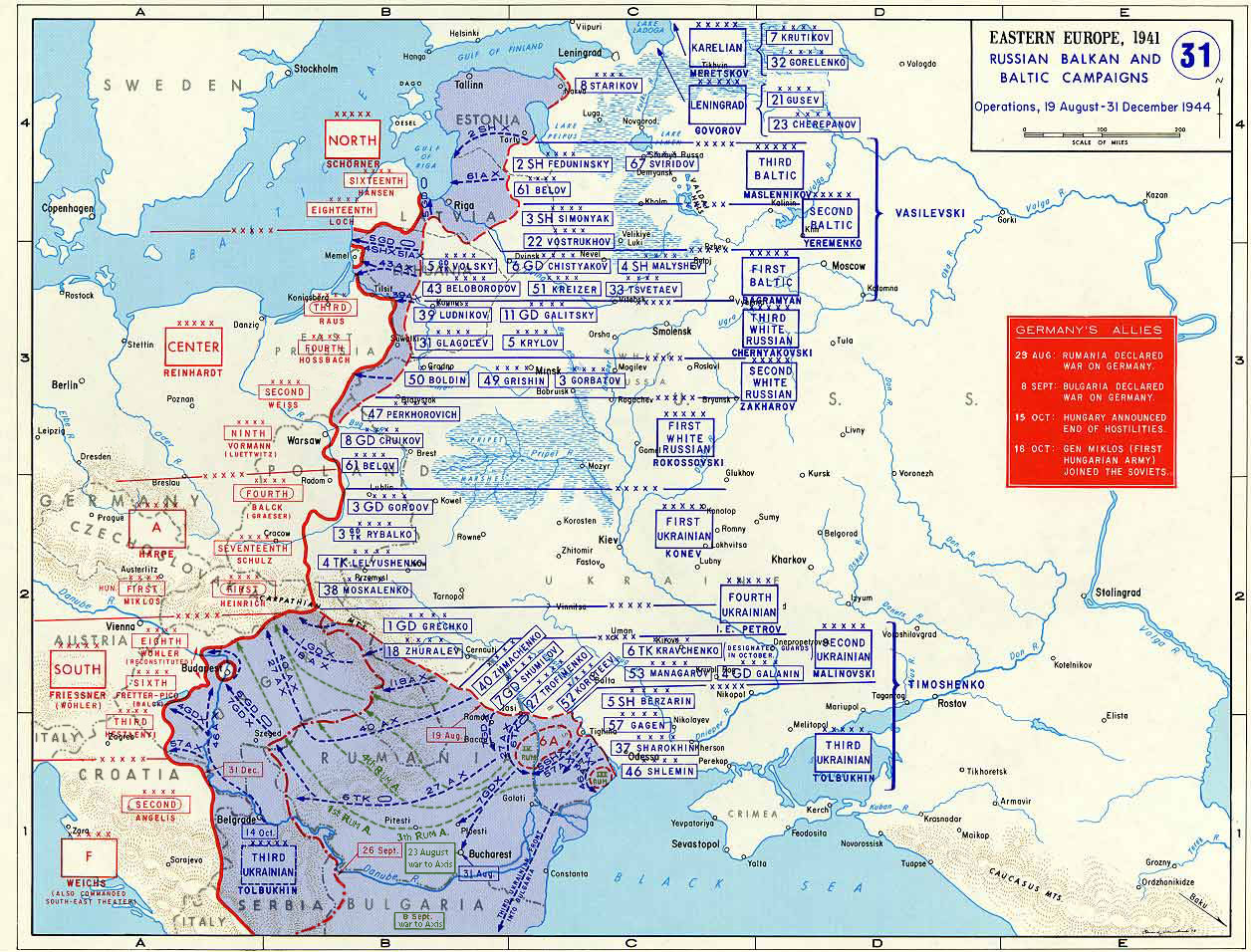
Operazioni sovietiche dal 19 agosto al 31 dicembre 1944

Durante la prima parte del 1944, l'Unione Sovietica prese gradualmente il controllo del territorio attraverso le offensive Uman'–Botoșani e Iași-Chișinǎu. Il 23 agosto 1944, con l'avanzata delle truppe sovietiche e la caduta del fronte orientale nel territorio rumeno, un colpo di stato guidato da re Michele, con il sostegno dei politici dell'opposizione e dell'esercito, depose la dittatura di Antonescu, cessò le azioni militari contro gli Alleati e in seguito pose le armate malandate della Romania dalla loro parte. Nei giorni immediatamente successivi al colpo di stato, poiché l'azione della Romania era stata unilaterale e non era stato concordato nessun armistizio con le potenze alleate, l'Armata Rossa continuò a trattare le truppe rumene come combattenti nemici, mentre nella confusione le truppe rumene non si stavano opponendo a loro. Di conseguenza, i sovietici presero un gran numero di soldati rumeni come prigionieri di guerra con pochi o nessun combattimento. Alcuni dei prigionieri erano nati in Bessarabia. Michele acconsentì ai termini sovietici e la Romania venne occupata dall'esercito sovietico.
Dall'agosto 1944 al maggio 1945, circa 300 000 persone provenienti dalla Bessarabia e dalla Bucovina settentrionale vennero arruolate nell'esercito sovietico ed inviate a combattere contro la Germania in Lituania, nella Prussia orientale, in Polonia e in Cecoslovacchia.
Nel 1947, nell'ambito dei trattati di pace di Parigi, la Romania e l'Unione Sovietica firmarono un trattato di confine che confermava il confine fissato nel 1940. Diverse altre isole disabitate nel Delta del Danubio, così come l'Isola dei Serpenti, non menzionate nel Trattato, vennero trasferite dalla Romania comunista all'Unione Sovietica nel 1948.

## Conseguenze sociali e culturali

Mappa etnica della Romania interbellica (censimento del 1930)

Al momento dell'occupazione sovietica, le regioni avevano una popolazione totale di 3 776 309 abitanti. Secondo le statistiche ufficiali rumene, i gruppi etnici erano distribuiti come segue: rumeni (53,49%), ucraini e ruteni (15,3%), russi (10,34%), ebrei (7,27%), bulgari (4,91%), tedeschi (3,31%), altri (5,12%).

### I movimenti della popolazione

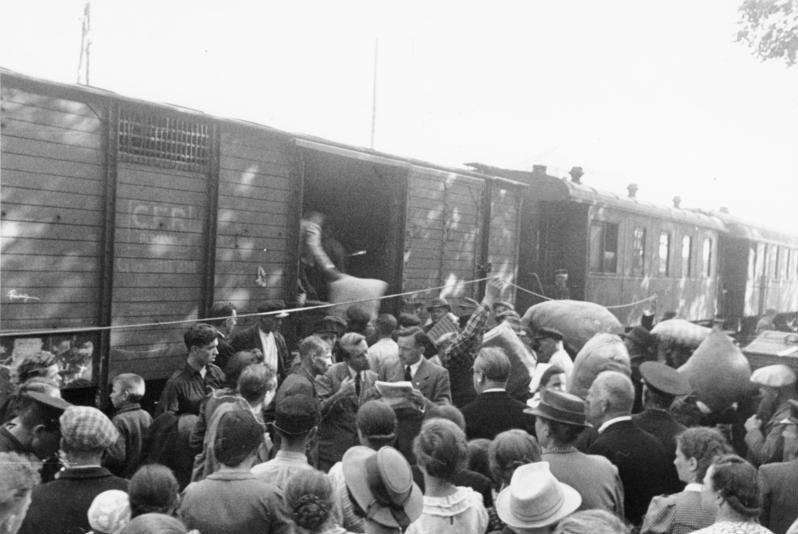
Reinsediamento dei volksdeutsche dopo l'occupazione sovietica della Bessarabia

Durante l'acquisizione sovietica nel 1940, i tedeschi della Bessarabia (82 000) e i tedeschi della Bucovina (40 000–45 000) vennero rimpatriati in Germania su richiesta del governo di Hitler. Alcuni vennero sistemati con la forza dai nazisti nella Polonia occupata dai tedeschi e dovettero trasferirsi di nuovo tra il 1944 ed il 1945. Le persone colpite dal reinsediamento non vennero perseguitate, ma non ebbero scelta di rimanere o vivere e dovettero cambiare il loro intero sostentamento nel giro di settimane o addirittura giorni.

### Le deportazioni e la repressione politica
Le deportazioni di gente del posto, per motivi di appartenenza all'intellighenzia o alle classi kulake, o accusate di avere idee nazionaliste antisovietiche, avvennero nei periodi 1940-41 e 1944-1951. Queste deportazioni toccarono tutti i gruppi etnici locali: rumeni, ucraini, russi, ebrei, bulgari e gagauzi. Le deportazioni significative avvennero in tre diverse occasioni: secondo Alexandru Usatiuc-Bulgăr, 29 839 persone vennero deportate in Siberia il 13 giugno 1941. In totale, nel primo anno di occupazione sovietica, non meno di 86 604 persone provenienti dalla Bessarabia, dalla Bucovina settentrionale e dalla regione di Herța subirono repressione politica. Questo numero è vicino a quello calcolato dagli storici russi, a seguito di documenti negli archivi di Mosca, di ca. 90 000 persone represse (arrestate, giustiziate, deportate o arruolate per lavoro) nel primo anno di occupazione sovietica. La maggior parte di questa cifra (53 356) era rappresentata dalla coscrizione forzata per lavoro in tutta l'Unione Sovietica. La classificazione di tali lavoratori come vittime della repressione politica è tuttavia contestata, poiché anche la povertà dei locali e la propaganda sovietica sono considerati fattori importanti che portarono all'emigrazione della forza lavoro locale.  Gli arresti continuarono anche dopo il 22 giugno 1941.
Sulla base delle statistiche del dopoguerra, lo storico Igor Cașu ha dimostrato che i moldavi/rumeni rappresentavano circa il 50% dei deportati, con il resto costituito da ebrei, russi, ucraini, gagauzi, bulgari e rom. Considerando la composizione etnica della regione, conclude che la repressione pre e postbellica non era diretta a nessun gruppo etnico o nazionale specifico, ma poteva essere definita come "genocidio" o "crimine contro l'umanità". La deportazione del 1941 prese di mira "elementi antisovietici" e comprendeva ex rappresentanti dell'amministrazione interbellica rumena (poliziotti, gendarmi, guardie carcerarie, impiegati), grandi proprietari terrieri, commercianti, ex ufficiali degli eserciti rumeno, polacco e zarista e persone che avevano disertato dall'Unione Sovietica prima del 1940. I kulaki sarebbero diventati il principale bersaglio della repressione solo nel dopoguerra. Prima che gli archivi sovietici fossero resi accessibili, R. J. Rummel aveva stimato che tra il 1940 e il 1941 da 200 000 a 300 000 rumeni della Bessarabia vennero perseguitati, arruolati in campi di lavoro forzato o deportati con l'intera famiglia, di cui da 18 000 a 57 000 vennero presumibilmente uccisi.

### La persecuzione religiosa
Dopo l'installazione dell'amministrazione sovietica, la vita religiosa in Bessarabia e in Bucovina settentrionale ha subito una persecuzione simile a quella in Russia tra le due guerre mondiali. Nei primi giorni di occupazione, alcuni gruppi della popolazione accolsero la potenza sovietica e alcuni si unirono alla nomenklatura sovietica di recente istituzione, tra cui il NKVD, la polizia politica sovietica. Quest'ultima si servì di questa gente del posto per trovare e arrestare numerosi sacerdoti. Altri sacerdoti vennero arrestati e interrogati dallo stesso NKVD sovietico, quindi deportati all'interno dell'URSS e uccisi. La ricerca su questo argomento è ancora in una fase iniziale. A partire dal 2007, la chiesa cristiana ortodossa ha concesso il martirio a ca. 50 sacerdoti che morirono nel primo anno del dominio sovietico (1940-1941).

## Eredità

### In Unione Sovietica
Nella prima storiografia sovietica, la catena di eventi che portò alla creazione della RSS Moldava venne descritta come una "liberazione del popolo moldavo da un'occupazione di 22 anni da parte dei boiardi della Romania". Gli autori sovietici si dedicarono molto a descrivere le scene in cui il popolo liberato della Bessarabia accolse con entusiasmo le truppe sovietiche che avevano posto fine ai "22 anni di giogo sotto i capitalisti e i proprietari terrieri rumeni", organizzando manifestazioni sotto bandiere rosse e liberando i comunisti imprigionati dalle camere di tortura della Siguranța. Tra il 1940 ed il 1989, le autorità sovietiche promossero gli eventi del 28 giugno 1940 come una "liberazione" e il giorno stesso fu una festa nella Repubblica Socialista Sovietica Moldava.
Tuttavia, nel 2010, l'analista politico russo Leonid Mlechin dichiarò che il termine occupazione non è adeguato, ma che "fu più un'annessione di una parte del territorio della Romania".

### Nella Moldavia pre-indipendenza
Il 26-28 giugno 1991, a a Chișinău ebbe luogo una conferenza internazionale "Il Patto Molotov – Ribbentrop e le sue conseguenze per la Bessarabia", che riunì storici come Nicholas Dima, Kurt Treptow, Dennis Diletant, Michael Mikelson, Stephen Bowers, Lowry Wymann, Michael Bruchis, oltre agli storici moldavi, sovietici e rumeni. Venne adottata una Dichiarazione di Chișinău informale, secondo la quale il Patto e il suo Protocollo segreto "costituivano l'apogeum della collaborazione tra l'Unione Sovietica e la Germania nazista e, in seguito a questi accordi, la Bessarabia e la Bucovina settentrionale vennero occupate dall'esercito sovietico il 28 giugno 1940 a seguito di note di ultimatum indirizzate al governo rumeno". A questi atti venne data la caratteristica di una "manifestazione significativa della politica imperialista di annessione e del diktat, un'aggressione spudorata contro la sovranità (...) degli stati vicini, membri della Società delle Nazioni. L'aggressione stalinista costituì una grave violazione delle norme giuridiche di comportamento degli Stati nelle relazioni internazionali, degli obblighi assunti ai sensi del Patto Briand-Kellog del 1928 e della Convenzione di Londra sulla definizione di aggressione del 1933." La dichiarazione affermava che "il Patto e il Protocollo addizionale segreto sono legalmente nulli ab initio e le loro conseguenze devono essere eliminate". Per quest'ultime, chiedeva "soluzioni politiche che avrebbero portato all'eliminazione degli atti di ingiustizia e abuso commessi attraverso l'uso della forza, del diktat e delle annessioni [...] [soluzioni] in pieno consenso con i principi dell'Accordo finale di Helsinki [del 1975] e della Carta di Parigi [del 1990] per una nuova Europa".

### Negli Stati Uniti
Il 28 giugno 1991, il Senato degli Stati Uniti votò una risoluzione sponsorizzata dai senatori Jesse Helms (R-NC) e Larry Pressler (R-SD), membri del Comitato per le relazioni estere del Senato degli Stati Uniti, che raccomandava al governo degli Stati Uniti di
1. sostenere il diritto all'autodeterminazione della popolazione della Moldavia e della Bucovina settentrionale, occupata dai sovietici, e di elaborare una decisione a tal fine;
2. sostenere i futuri sforzi del governo della Moldavia per negoziare, se lo desidera, una riunificazione pacifica della Moldavia e della Bucovina settentrionale con la Romania, come stabilito dal trattato di Parigi (1920), rispettando le norme esistenti di diritto internazionale e il principio 1 dell'Accordo di Helsinki".

Nelle clausole di questa risoluzione del Senato venne affermato tra l'altro che "(...) Le forze armate dell'Unione Sovietica invasero il Regno di Romania e occuparono la Moldavia orientale, la Bucovina settentrionale e la regione di Herța. (...) l'annessione venne preparata in anticipo in un accordo segreto per un trattato di non aggressione firmato dai governi dell'Unione Sovietica e del Reich tedesco il 23 agosto 1939. (...) Tra il 1940 e il 1953 centinaia di migliaia di rumeni dalla Moldavia e della Bucovina settentrionale vennero deportati dall'URSS in Asia centrale e in Siberia (...)."

### Nella Moldavia attuale
- Mihai Ghimpu, presidente ad interim della Moldavia nel 2010, decretò il 28 giugno 1940 come Giorno dell'occupazione sovietica. La mossa venne accolta con disapprovazione, chiese la revoca del decreto all'interno della coalizione al potere e chiese le dimissioni di Ghimpu tra i partiti dell'opposizione. Dorin Chirtoacă, sindaco di Chişinău e membro dello stesso partito di Ghimpu, ordinò l'erezione di una lapide nella Piazza dell'Assemblea Nazionale, di fronte all'edificio del governo, dove sorgeva un monumento di Lenin.[101] I membri delle coalizioni sostennero che non era giunto il momento per un tale decreto e che avrebbe aiutato solo i comunisti a ottenere più voti.[102] L'Accademia delle Scienze della Moldavia dichiarò che "alla luce delle recenti controversie riguardanti il 28 giugno 1940 [...] dobbiamo agire e informare l'opinione pubblica sulle opinioni della comunità accademica". L'Accademia dichiarò che: "I documenti archivistici e le ricerche storiche di esperti internazionali mostrano che l'annessione della Bessarabia e della Bucovina settentrionale venne progettata e costruita dal comando sovietico come occupazione militare di questi territori. L'ordinanza del presidente ad interim Michael Ghimpu riflette, in linea di principio, la verità storica."[103]
- Il 30 giugno 2010, il governo Vlad Filat I decise di creare il Museo delle vittime del comunismo[104] e Vlad Filat aprì il museo il 6 giugno 2010.[105]